# Иван Цветков (футболист)
Вижте пояснителната страница за други личности с името Иван Цветков.
Иван Петков Цветков е български футболист, нападател.

## Кариера
Цветков е продукт на школата на Пирин, но едва на 17-годишна възраст е привлечен в отбора на СК Хееренвеен. За „сърцата“ записва 16 мача и вкарва 2 гола.
През лятото на 2000 преминава във Веендам. Още в първия си сезон Цветков показва страхотна игра, вкарвайки 18 гола. Така той става голмайстор на Ерсте дивизи. На следващия сезон българинът отбелязва 20 попадения.
След тези силни сезони той подписва с ПЕК Зволе и играе в Ередивизи. За 41 мача отбелязва само 1 попадение.
След като ПЕК Зволе изпадат, Иван играе за Хелмонд Спорт, където вкарва 19 гола.
През 2005 преминава в Спарта Ротердам. След това играе за Сиваспор, където вкарва 4 гола в мач срещу Касъмпаша. Вкарва 11 гола през сезона.
От 2008 играе за Хазар Ленкоран и става втори голмайстор на първенството.
На 4 март 2011 се връща в Пирин. На 2 април вкарва първия си гол в мач с Монтана. За едва 12 мача Иван се разписва 8 пъти.
През лятото на 2011 година пристига в Левски. Първоначално е взет за резерва на Шурд Арс, но още в първия кръг срещу Славия се разписва. Цветков е често оставян резерва, но през втория полусезон играта му се подобрява и той вкарва много важни попадения за „сините“. В последния си мач за Левски вкарва хеттрик на Светкавица и завършва сезона като голмайстор на отбора.
През юни 2012 подписва с Ботев (Пловдив).